# Кун Метсемакерс
Кун Метсемакерс (нід. Koen Metsemakers; нар. 30 квітня 1992) — нідерландський веслувальник, олімпійський чемпіон 2020 та 2024 років, чемпіон світу та Європи.

## Виступи на Олімпіадах
| Олімпіада  | Дисципліна     | Місце |
| ---------- | -------------- | ----- |
| Токіо 2020 | парні четвірки | 1     |
| Париж 2024 | парні четвірки | 1     |

## Зовнішні посилання
- Кун Метсемакерс на сайті FISA.